# Blaye
Blaye é uma comuna francesa na região administrativa da Nova Aquitânia, no departamento da Gironda. Estende-se por uma área de 6,42 km². Em 2010 a comuna tinha 4 933 habitantes (densidade: 768,4 hab./km²).